# Prisma (Fernsehzeitschrift)
Prisma (Eigenschreibweise prisma) ist eine wöchentlich erscheinende Beilage (TV-Supplement) zu mehr als 250 deutschen Tageszeitungen. Mit einer Auflage von 8,5 Millionen Exemplaren inklusive elektronischer Ausgabe gemäß IVW ist sie Deutschlands auflagenstärkste Zeitungsbeilage. Im redaktionellen Teil beschäftigt sich prisma vor allem mit Unterhaltungsthemen aus der Fernseh- und Showbranche sowie mit Bereichen wie Reise, Gesundheit, Kultur, Freizeit, Fitness, Haushalt, Technik, Mode und Digitalem. Das Verbreitungsgebiet erstreckt sich seit Anfang 2019 auf alle Bundesländer.

## Geschichte
Prisma wurde als Fernsehbeilage im Winter 1976/77 von mehreren Großverlagen der Zeitungsbranche im Rheinland konzipiert und erscheint seit Januar 1977 wöchentlich. Die beiden weiteren in den 1970ern gegründeten TV-Supplemente iwz und BWZ (Bunte Wochenzeitung) wurden 2004 und 2008 eingestellt. Prisma bildet zusammen mit der 1961 gegründeten und zum Jahreswechsel 2023/2024 eingestellten rtv das Pressesegment der Fernsehbeilagen. Mit dem Ersten, dem ZDF und den Dritten Programmen gestaltete sich die Fernsehlandschaft Ende der 1970er Jahre noch übersichtlich. Der erste Redaktionsleiter von Prisma war Eberhard Gravenstein (1940–2024). Er stand der Prisma-Redaktion bis Ende 1992 vor. Unter seiner Ägide zeichnete sich Prisma durch eine starke Affinität zu Motorsport und rheinischem Karneval aus. Der Anzeigencharakter wurde von Inseraten regionaler Biermarken geprägt. Ab 1993 war Detlef Hartlap Chefredakteur von prisma. Er öffnete das Blatt thematisch sowohl für die seinerzeit aufstrebenden privaten Fernsehsender wie auch für ein insgesamt breiteres Themenspektrum. Es zeichnet sich bis heute durch sogenannte Specials zu Servicethemen (Reise, Gesundheit etc.) aus sowie durch eine starke Betonung von kulturellen Themen wie Kunstausstellungen, Musik, Literatur etc. Der Anzeigencharakter hat sich in Richtung Versandhandel, Touristik, Kreuzfahrt-Angebote, rezeptfreie Medikamente und Reha-Angebote gewandelt. Ende August 2016 ging Hartlap in Rente. Sein Nachfolger war Florian Blaschke, auf den im Januar 2019 Stephan Braun als Chefredakteur folgte. Braun baut die mediale Produktpalette des Verlages seitdem konsequent aus.
Gegenüber 2014 verdoppelte sich die Auflage der prisma fast und betrug zu Beginn des Jahres 2019 knapp über sieben Millionen Exemplare. prisma liegt inzwischen über 250 Tageszeitungen bei. Allein zu Jahresbeginn 2024 kamen 77 Tageszeitungen als Trägertitel hinzu. Die Erhebung der agma MA II/2025 weist für prisma eine Reichweite von 5,96 Millionen Lesern aus.
Jede prisma-Ausgabe unterteilt sich in vier thematisch oft stark unterschiedene Regionalausgaben. Ursprünglich gab es nur die Regionalausgaben West (Rheinland und Westfalen) und Ost (neue Bundesländer). Im Mai 2017 kam die Regionalausgabe Nord (Hamburg, Niedersachsen und Schleswig-Holstein) und Anfang 2018 die Regionalausgabe Süd hinzu.
2024 hat sich das Verbreitungsgebiet von prisma deutlich erweitert und die Zeitschrift ist in allen Bundesländern fast flächendeckend verfügbar, da die ähnlich aufgemachte rtv, welche bereits seit 1961 auf dem Markt war, zum Jahresende 2023 eingestellt wurde.

## Inhalt und Themenschwerpunkte
Knapp die Hälfte der Zeitschrift besteht aus dem TV-Programm und redaktionellen Hinweisen zu einzelnen Sendungen bzw. Filmbewertungen sowie Streamingtipps. Etwa ein Viertel ist Werbung, hauptsächlich für rezeptfreie Medikamente, Reha-Angebote, Kreuzfahrt-Angebote, Touristik und Versandhandel. Etwa ein Zehntel sind Gewinnspiele. Der Rest sind typische Inhalte von Publikumszeitschriften wie Interviews mit Prominenten, (Gesundheits-)Ratgeber, Kochrezepte und ein Horoskop.
2007 und 2009 wurde prisma insgesamt viermal vom Deutschen Presserat gerügt, stets wegen Verletzung von Ziffer 7 des Pressekodex (Schleichwerbung).

## Rubriken im Magazin
- prisma-Veranstaltungstipp
- HALLO! – die Promi-Rubrik auf Seite 2
- Streaming-Tipps, Buchtipp, Kinotipp
- Tatort aus … – Rezension der aktuellen Tatort-Folge
- Gut zu wissen
- Digitales Leben – Wissenswertes rund um digitale Entwicklungen in allen Bereichen
- Fitness – regelmäßige Informationen und Expertentipps
- Arzt-Kolumne, unter anderem von Heinz-Wilhelm Esser („Doc Esser“) und Dr. Julia Fischer ("Doc Fischer")
- Blick in die Zukunft, Kolumne seit Oktober 2021, in der Chefredakteur Stephan Braun regelmäßig Fragen an den Zukunftsforscher Thomas Druyen stellt[11]
- Rätsel – Kreuzworträtsel, Sudoku und Ähnliches
- Horoskop

## Elektronische Medien
Bereits seit Dezember 1997 liefert die Website www.prisma.de Infos aus der Unterhaltungsbranche. Anfänglich zu Film, Fernsehen, Personen, Kino und DVD-Neuerscheinungen, inzwischen zu allen gängigen News und Diensten aus der Unterhaltungsbranche. Im Hans-Hoff-Blog nahm Medienexperte Hans Hoff bis Mai 2013 Stars und Fernsehsendungen unter die Lupe und lud alle Internetnutzer zur Diskussion und zu Kommentaren ein. Daneben ließ sich bis zur Neugestaltung der Website im September 2014 über die TV-Archivsuche eine bestimmte Sendung aus rund 14 Millionen Einträgen herausfiltern. Seit Dezember 2010 bietet prisma auch einen mobilen Auftritt an. Im Dezember 2011 wurde eine Facebookpräsenz eingerichtet. Im Herbst/Winter 2020/2021 hat prisma sein Digital-Angebot deutlich ausgeweitet und die Website völlig überarbeitet. Auf der Website sind die Programme von 85 Fernsehsendern, 30 Mediatheken sowie die wichtigsten Streaming-Dienste wie Netflix, Prime Video, Joyn, Sky aufgeführt.
Seit Oktober 2016 ist die Mobile App prisma – deine TV-Programm App Google Play und Apples App Store verfügbar.
Seit Anfang 2020 laufen Bewegtbildangebote unter dem Namen prismaTV. Dazu existiert ein Kanal bei YouTube. Daneben gibt es den Buchvideoblog des Chefredakteurs „Braun und das Buch“.
Seit dem Frühjahr 2020 wird der wöchentliche E-Mail-Newsletter „HALLO Wochenende!“ verschickt, der zum crossmedialen Konzept „HALLO!“ des prisma Verlages gehört.
Am 15. Februar 2021 startete der erste der wöchentlichen Clubhouse-Talks unter dem Titel prisma live. Chefredakteur Stephan Braun sprach in den ersten beiden Folgen mit dem Moderator Jürgen Domian.
Im Mai 2021 startete der Promi-Podcast „HALLO!“ des Prisma-Verlages, bei dem prisma-Chefredakteur Stephan Braun Prominente interviewt. Zu den Gästen der ersten Staffel, die im Dezember 2021 endete, zählten unter anderem Jorge González, Carolin Kebekus, Fahri Yardım, Christian Ulmen, Linda Zervakis, Lea, Howard Carpendale und Esther Sedlaczek. Die zweite Staffel startete im Februar 2022 mit Mai Thi Nguyen-Kim, darauf folgten als Gäste unter anderem Sandra Maischberger, Richard-David Precht und Tahnee. Im Juli 2022 startete prisma eine zweite Podcast-Show unter dem Titel „Hallo Urlaub!“. Hier sind prominente Reiseexperten zu Gast. Dies waren in den ersten drei Folgen Manuel Andrack, Tamina Kallert und Andreas Kieling.
Seit Februar 2024 ist prisma auch bei WhatsApp mit einem eigenen Kanal vertreten, über den die User täglich TV- und Streamingtipps erhalten.

## Prix Médial
Bis 2012 verlieh Prisma alle fünf Jahre den Prix Médial an Persönlichkeiten der Medienlandschaft. Von 1992 auf 2002 gab es eine zehnjährige Pause zwischen den Verleihungen.
Er ging an Carmen Thomas, Friedrich Nowottny, Willy Millowitsch, Anna Montanaro, Ranga Yogeshwar (2002), Heidi Klum (2007), Frank Schätzing (2007), Peter Maffay (2007). 2012 erhielten die A-cappella-Band Basta und Barbara Schöneberger als letzte den Prix Médial.